# The Interview
The Interview er en amerikansk krigs- og komediefilm, skrevet af Dan Sterling, der handler om to journalister, der skulle have interviewet Nordkoreas leder Kim Jong-un, men det ender med, at CIA får journalisterne til at myrde Kim Jong-un i stedet for at interviewe ham.

## Hacking-sagen
Filmen skulle have haft premiere i USA 25. december 2014 (og i Danmark 2. april 2015), men på grund af trusler om terror (med henvisning til terrorangrebet den 11. september 2001) mod blandt andre biografgængerne nægtede flere biografkæder at vise filmen, hvilket fik Sony til helt at aflyse premieren, hvilket har afstedkommet  kritik fra den amerikanske præsident Barack Obama, der kalder det en fejl og at man ikke bør reagere på den slags trusler. Sony har dog efterfølgende offentliggjort planer om at vise filmen gratis på sin egen streamingtjeneste Crackle og overvejer også at offentliggøre den på YouTube. Den amerikanske forfatter George R.R. Martin har også tilbudt at vise filmen i sin egen biograf i Santa Fe i New Mexico. 23. december 2014 meddelte Sony, at filmen alligevel ville blive vist i biograferne juledag.
I 2013 henvendte Nordkorea sig både til FN's generalsekretær, Ban Ki-moon, for at få ham til at stoppe filmen og til USA's præsident, Barack Obama, med en besked om, at man anså filmen som et krigshandling og at en visning af filmen ville blive gengældt. I slutningen af 2014 blev Sony hacket af en gruppe, der hedder Guardians of Peace, og fik blandt andet stjålet manuskripter, emails og fem endnu ikke offentliggjorte film.
I december 2014 konkluderede det amerikanske forbundspoliti, FBI, at det er den nordkoreanske regering, der er ansvarlig for hackerangrebet, eftersom der var ligheder med tidligere angreb fra dem. Dette bliver dog afvist af Nordkorea, der dels truer med at angribe "Det Hvide Hus, Pentagon og hele det amerikanske fastland (...)" og dels anklager den amerikanske regering for at stå bag filmen.